# راشيل هيننغ
راشيل هيننغ (بالإنجليزية: Rachel Henning)‏ (مواليد 29 أبريل 1826م، الوفاة 23 أغسطس 1914م) هي كاتبة أسترالية ولدت في بريستول، إنجلترا.

## الحياة الشخصية
ولدت راشيل لتشارلز واتسبروغ هيننغ (1795-1940) وزوجته ليديا، بعد وفاة والدتها عام 1845 أصبحت راشيل (وهي أكبر أفراد عائلتها) مسؤولة عن أخواتها الثلاث وشقيقها الوحيد بيدولف. كانت صحتها ليست جيدة بسبب إصابتها بمرض الحمى القرمزية، ذهبت إلى أستراليا عام 1853 ثم عادت إلى إنجلترا عام 1856 بسبب الحنين إلى الوطن وبسبب المناخ الحار. على كل حال عادت إلى أستراليا عام 1861م. حيث استقرت هناك بشكل دائم. عاشت في البداية مع أخيها وأختها في بيتهم الخاص في كوينزلاند، وبعد أن تزوجت عام 1866م من دايتون تايلور الذي يصغرها بعشر سنوات انتقلت إلى بيتها الخاص في الشاطئ الشرقي نيوساوث ويلز، حيث كان زوجها يدير شركة لقطع الأخشاب، ثم اشترى مزرعة بالقرب من سترود، في عام 1872 باعوا المزرعة وانتقلوا إلى مزرعة أخرى في سيبرينغفيلد. كانت راشيل تحب الحدائق والموسيقى والشعر.

## رسائلها
رسائل راشيل الوصفية التي كانت ترسلها إلى أختها في إنجلترا، على مدى ثلاثين عاما حملت تقارير مفصلة عن الحياة المبتكرة في أستراليا. نشرت الرسائل لأول مرة بواسطة مجلة (The Bulletin) الأسترالية بين عامي 1951م و1952م، وفي عام 1963م جمعت في كتاب وطبعت بواسطة (Angus and Robertson)، مع مقدمة وإيضاحات للكاتب والرسام الأسترالي نورمان ليندسي (1879-1969). كتبت عنها الروائية والناقدة الأدبية الأسترالية ديبرا أديليد (و. 1958) «أن هذه الرسائل لها قيمة لأنها قدمت تصويرا واضحا للحياة في النصف الثاني للقرن الثامن عشر. وكذلك لمرحها وصراحتها حول الحياة التي عاشتها».

## وصلات خارجية
- رسائل هيننغ